# Tinson Pen Aerodrome
Tinson Pen Aerodrome is een kleine luchthaven in de stedelijke agglomeratie van Kingston, Jamaica. De luchthaven is aan de westzijde van de stad gelegen in de parish Saint Andrew en wordt alleen voor binnenlandse vluchten gebruikt. Internationale vluchten maken gebruik van het aan de andere zijde van Kingston gelegen Norman Manley International Airport.

## Luchtvaartmaatschappijen en bestemmingen
Er zijn geen reguliere vluchten meer naar Tinson Pen.